# Alexander Alexejewitsch Kusnezow
Alexander Alexejewitsch Kusnezow (russisch Александр Алексеевич Кузнецов; * 10. Apriljul. / 23. April 1904greg. in Schtscherbowo, Gouvernement Twer, Russisches Kaiserreich; † 7. August 1966 in Moskau, Sowjetunion) war ein sowjetischer Militärführer und Entdecker, der 1948 die erste Expedition leitete, die erwiesenermaßen den Nordpol betrat.

## Leben

### Ausbildung
Kusnezow wurde 1904 in eine russische Arbeiterfamilie geboren und arbeitete bis zum 17. Lebensjahr in seinem Heimatdorf. Vom Provinzialkomitee des Komsomol des Gouvernements Twer wurde er zum Studium an die Staatliche Universität für Architektur und Bauingenieurwesen Sankt Petersburg geschickt. 1923 trat er in die Sowjetische Marine ein, 1925 in die Kommunistische Partei der Sowjetunion. Die Marineakademie, die er mit Sonderempfehlung des Komsomol besuchte, absolvierte er 1927, nach Abschluss wurde er zum stellvertretenden Wachkommandanten auf einem Schlachtschiff der sowjetischen Ostseestreitkräfte ernannt. Bis 1932 wurde er am Hohen Jeisk-Institut für Militärluftfahrt, einer Pilotenschule der Roten Armee, ausgebildet.

### Militärlaufbahn
Nach einem Abschluss der Schule für beobachtende Piloten in Sewastopol diente Kusnezow 1929–33 als beobachtender Pilot in der Funktion des Kommandanten der Fliegereinheit des Kreuzers Rote Ukraine der Luftwaffe der Schwarzmeerflotte. Ab 1932 diente er auch in der Ostsee als Kommandant einer Abteilung des 51. Luftgeschwaders und als Militärkommissar des 20. Marinegeschwaders für Fernaufklärung der Luftstreitkräfte der Baltischen Rotbannerflotte.
Anschließend nahm er als Marinepilot am Spanischen Bürgerkrieg (1936–37) sowie am Winterkrieg mit Finnland (1939–40) teil. Juli 1938 bis November 1939 war er Stabschef der Luftwaffe der Baltischen Flotte, Juli bis Oktober auch Kommandant. Ab 1939 befehligte er die Luftwaffe der Nordflotte, Teil der Sowjetischen Seefliegerkräfte. 1940 oder 1941 absolvierte er an der Marineakademie Kurse für höhere Offiziere und bekam am 4. Juni den Titel Generalmajor der Flieger. Seit Kriegsbeginn 1941 kämpfte er im Deutsch-Sowjetischen Krieg. Als Kommandant der Luftwaffe der Nordflotte leistete Kusnezow siebzig Einsätze, die Luftwaffe der Nordflotte half unter anderem bei der Verteidigung des Hohen Nordens, deutschen Angriffen auf Murmansk 1941 und 1942 sowie dem Schutz der Nordmeergeleitzüge, die im Rahmen des Leih- und Pachtgesetzes Waren an die Sowjetunion lieferten.
Ab Januar 1943 war Kusnezow stellvertretender Kommandant der Luftwaffe der Pazifikflotte, ab März 1945 Leiter der Schule für Marineluftfahrt und ab März 1946 Leiter der Höheren Offizierskurse der Marineluftfahrt. Ab September 1946 war Kusnezow stellvertretender Leiter, von 1948 bis 1953 dann Leiter der (zivilen) Hauptdirektion der Nordmeerroute unter dem Ministerrat der UdSSR. 1953 bis 1956 war Kusnezow Kommandant der Luftwaffe der baltischen Marine und anschließend 1956–59 Militärberater des Kommandanten der Seefliegerkräfte der Volksrepublik China. Nach seiner Rückkehr wurde er Mitglied der Forschungsgruppe unter dem Oberbefehlshaber der sowjetischen Marine Sergei Gorschkow.
Generalmajor der Flieger Alexander Kusnezow wurde am 6. Dezember 1949 für „Mut und Tapferkeit bei der Erfüllung des Militärdienstes“ der Orden Held der Sowjetunion verliehen. Außerdem erhielt er neben verschiedenen Medaillen 1936, zweimal 1949 und 1952 den Leninorden sowie 1941, 1944, 1945 und 1954 den Rotbannerorden. Im Januar 1951 wurde er zum Generalleutnant der Luftfahrt ernannt.

### Polarexpeditionen
1948 bis 1949/50 zeichnete sich Kusnezow bei den auf Anweisung der Regierung durchgeführten Forschungsexpeditionen Nord-2 (1948), Nord-4 (1949) und Nord-5 (1950) auf dem arktischen Meereis aus. Er führte persönlich viele Piloteneinsätze zur Polaraufklärung durch und führte Landungen auf dem Eis aus, um Eisflugplätze zu schaffen sowie Orte für zukünftige Flugplätze und Polarstationen zu bestimmen. Kusnezow arbeitete insgesamt auf 32 Flugplätzen und absolvierte nach Beendigung der Expeditionen einen Direktflug vom Nordpol nach Moskau.
Am 23. April 1948 leitete er die Nord-2-Expedition sowjetischer Wissenschaftler, die mit drei Lissunows Li-2 mit insgesamt 24 Insassen an der Basis auf 86° Nord starteten und um 16:44 Uhr Moskauer Zeit in der Nähe des Nordpols landeten, den sie anschließend zu Fuß erreichten und dort die sowjetische Flagge aufstellten. Damit wurden sie die ersten Menschen, die erwiesenermaßen den Nordpol betraten. Vier Mitgliedern der Expedition erkannte Guinness World Records diesen Rekord später zu. Frühere Expeditionen – insbesondere unter Frederick Cook 1908 und Robert Peary 1909 hatten zwar behauptet, den Nordpol erreicht zu haben, aber ungenügende Beweise dafür vorgelegt; und ihre Angaben weisen verschiedene Widersprüche auf. Die meisten Experten gehen heute davon aus, dass keiner von ihnen den Nordpol tatsächlich betrat. Die ersten Menschen am Nordpol waren vermutlich die 16 Expeditionsmitglieder des Luftschiffes Norge unter Umberto Nobile und Roald Amundsen 1926, obwohl auch Richard Byrd behauptete, den Nordpol drei Tage vorher überflogen zu haben. Keine dieser Expeditionen landete jedoch. Die erste Expedition, die den Nordpol auf dem Landweg erreichte, leitete 1968 Ralph Plaisted.
Als das Eis bei der drei Tage dauernden Expedition brach und Flugzeuge und wissenschaftliche Geräte gefährdete, flog Kusnezow dorthin, landete auf einer Eisscholle und sorgte dafür, dass die anderen Flugzeuge starten und die Ausrüstung retten konnten. Dies wurde auch in der Begründung für seine Auszeichnung als Held der Sowjetunion gewürdigt. Der Journalist Sawwa Morosow begleitete Kusnezows Nordpolexpedition und veröffentlichte acht Jahre später ein Buch darüber. Der Hauptzweck der Expedition war, Wasserproben zu nehmen, Änderungen des Erdmagnetfeldes festzustellen sowie Temperatur, Meerestiefe und andere Parameter zu messen. Durchgeführte Tiefenlotungen zeigten erstmals, dass sich unter dem Polareis am Nordpol ein submarines Gebirge befindet, das später Lomonossow-Rücken genannt wurde. Die Expeditionen wurden von der Sowjetunion streng geheim gehalten.

### Späteres Leben
Im August 1959 wurde Kusnezow aus dem aktiven Dienst entlassen und in Reserve versetzt. Er wurde 1950–54 zum Abgeordneten des Sowjets der Nationalitäten, der oberen Kammer des Obersten Sowjets (Parlamentes) der UdSSR, berufen sowie in den Obersten Sowjet der Litauischen SSR gewählt.
Kusnezow starb 1966 und wurde auf dem Wwedenskoje-Friedhof beigesetzt. Einige Materialien über ihn werden im Luftwaffenmuseum der Nordflotte aufbewahrt.